# Nothingman
Nothingman è una canzone del gruppo grunge/alternative rock statunitense Pearl Jam, pubblicata per la prima volta nel 1994 sul terzo album di studio della band Vitalogy e contenuta nella raccolta Rearviewmirror: Greatest Hits 1991-2003 del 2004.

## Il brano
La parte strumentale venne registrata nel novembre del 1993 al Kingsway Studio di New Orleans, le voci vennero invece registrate nel febbraio del 1994 al Bad Animals Studio di Seattle.
Il testo è stato scritto dal cantante Eddie Vedder, mentre la musica è stata composta dal bassista Jeff Ament.